# Carmen Bassingthwaighte
Carmen Bassingthwaighte (sinh ngày 16 tháng 3 năm 1986) là một tay đua xe đạp chuyên nghiệp người Namibia. Năm 2009, cô đã giành chiến thắng giải vô địch cuộc đua đường trường quốc gia Namibia.